# Устройство для подъёма по верёвке
Устро́йство для подъёма по верёвке — особое устройство в виде зажима альпинистской верёвки. Разделяют по принципу действия на зажим перегибающего типа, кулачковый зажим, и перегибающий и кулачковый зажим одновременно, заклинивающий зажим, роликовый зажим. Изготавливают из лёгких сплавов или стали. Зажимы были изобретены как альтернатива схватывающим узлам, например, узлу Прусика.

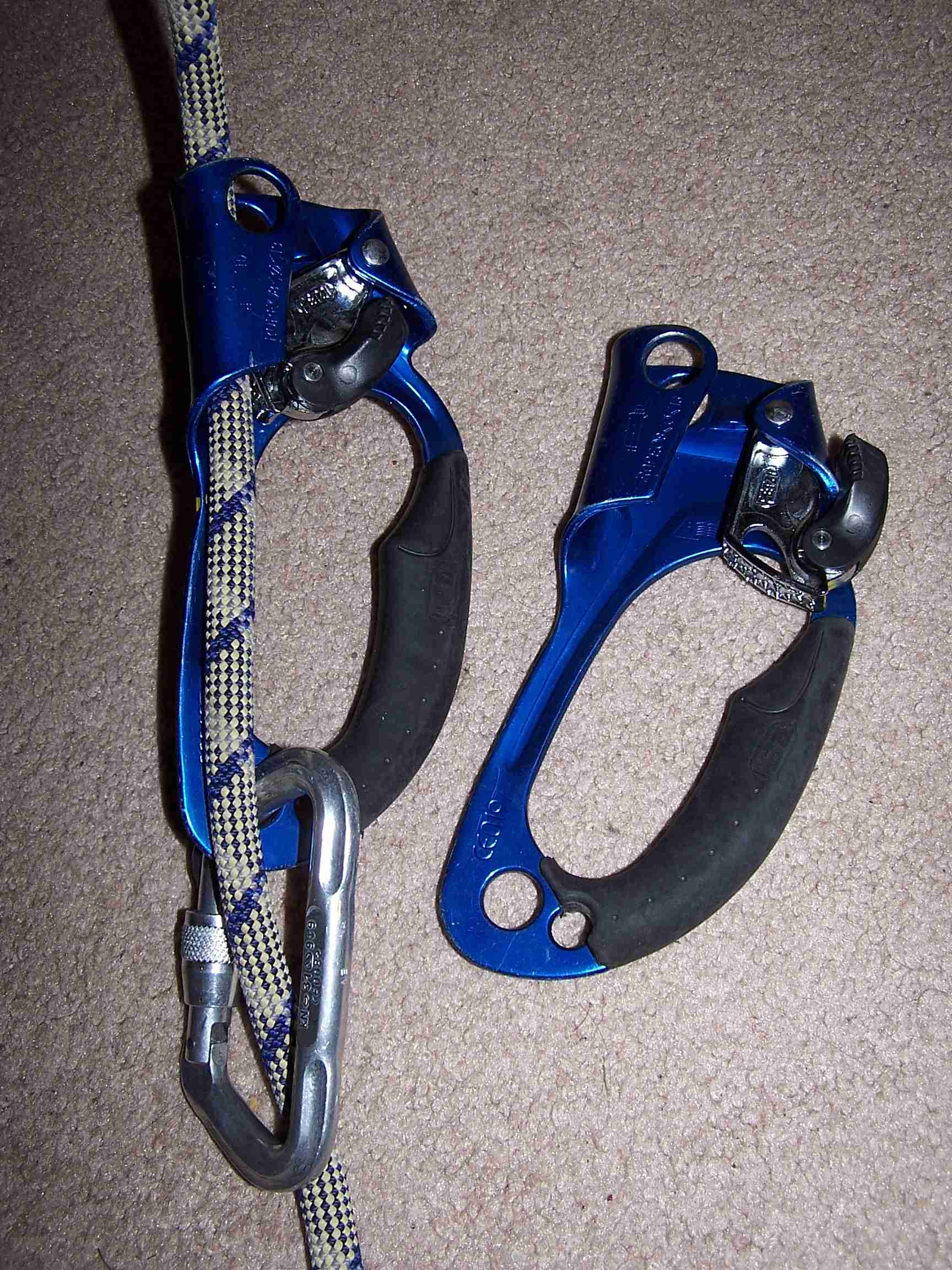
Жюмары. Жюмар слева пристёгнут к верёвке и готов к подъёму

## Разновидности устройств для подъёма по верёвке
- Абалаз — перегибающая проволочная конструкция, которую изобрёл В. М. Абалаков
- Система Хибелера — перегибающе-кулачковый зажим
- Зажим с поворотным сегментом — перегибающий зажим
- Жюмар — кулачковый зажим
- Система с плавающим роликом — изобретение О. Душина
- Шунт (Shunt) — перегибающий зажим
- Кролл (Croll)
- Альпинистский зажим